# Temecla sergius
Temecla sergius is een vlinder uit de familie van de Lycaenidae. De wetenschappelijke naam van de soort werd als Thecla sergius in 1887 gepubliceerd door Godman & Salvin.

## Synoniemen
- Thecla pseudodominula D'Abrera, 1995